# عمارة دمشقية
'عمارة الشام القديمة' أو العمارة الدمشقية : وهو نوع من البيوت المتخصص فية أهل دمشق ويتكون البيت من الحجر الملون بالأضافة إلى الخشب المزخرف بشدة والمزين والساحة الكبيرة والنافورة في وسط البيت .

## مكونات البيت من الداخل
1 أرض الديار : ويتوسطها النافورة وعلى جوانبها الحديقة الملئية بالأشجار والزهور بالإضافة إلى العريشة .
2 الصدر : وهو مكان اجتماع سكان المنزل .
3 غرفة الضيوف .
4 غٌرف النوم .
5 بيت المونة : وهنا يتم تخزين الطعام بالأضافة إلى تكديس الغذاء وحفظة لأستخدامة في ما بعد بالأضافة إلى السطوح وغالباً يكون مغطى بالعريشة وأيضاً يكون داخل المنزل في الطابق العلوي مايسمى «الشباك» أو النافذة التي تطل على الحارة .
والعمارة الدمشقة نوع عجيب وخاص وفنية ممتازة للهندسة المعمارية وهو أحد أهم الآثار تحت حماية المنظمة العالمية للأثار .

## تاريخ العمارة الدمشقية
بدأ هذا النوع من العمارة الخاصة لدمشق من العام 1036م 398هـ .

## خصائص البيت الدمشقي
لخص المهندس الراحل صبحي كحالة خصائص المعمار الدمشقي ب:
1. أن البيت الدمشقي القديم مغلق من خارجه.
2.مكشوف في داخله، تحسب نفسك وأنت تقصده بين الأزقة الضيقة الملتوية والحارات الظليلة، في المدينة القديمة .
3. في الداخل تجد نفسك أمام فناء رحيب تتوسطه بركة تتدفق منها المياه، ويحيط به الغرف الواسعة، والأشجار الباسقة، والعرائش, وترى البيت بسعته وتنسيقه ومحتوياته لكل متطلبات الصحة والراحة.
4. وفرة الزخارف والتزيينات الرائعة، سواء منها الرخامية المنوعة الأشكال والمتعددة الألوان، المستعملة في أقنية الدور وأحواض المياه والقاعات ومصاطب الجلوس، والخشبية منها المستعملة في إكساء السقوف والجدران والمطلية بأجمل الألوان، وبأنواع الكتابات والرسوم والخطوط التزيينية الجميلة والمستوحاة بأشكالها وتفاصيلها من روح الفن العربي الأصيل.
5. تجمع الأب والأبناء والأحفاد وأسرهم تحت سقف واحد، وفي ذلك إتاحة لتلك للعائلة القاطنة ضمن جدرانه المغلقة، متعة الانعزال والانفراد بحياتها ومشاكلها عن مزعجات الجوار، التي يتذمر منها أكثر قاطني الدور الحديثة، في الأبنية المشتركة المتعددة الطوابق، والأبراج العالية، التي يروج إعمارها في دمشق، دون مراعاة جمالية طراز البناء ضمن ملامح ومزايا النهج القديم. ويعتقد المهندس المرموق صبحي كحالة، أنه مهما هفت النفوس لمتعة الحياة في رحاب مثل هذا البيت الدمشقي، إلا أن الحياة المعاصرة تشير إلى أن هذا الطراز أصبح صفحة زاهية من الماضي، وميزة فريدة في تراث دمشق.

## الأشجار والنباتات في البيت الدمشقي
يوجد في البيت الدمشقي الكثير من الزخاف التي تلفت النظر وتبهره، ولكن الدمشقيون أيضاً اهتمو براحة النفس والروائح الزكية المستدامة فلذلك قامو بزرع حديقة كاملة ومتكاملة داخل البيت والأشجار والنباتات الشامية العريقة والزهور الدمشقية النادرة. هناك الياسمين وشجر التوت والنارنج والكباد والليمون الحلو والحامض والبرتقال وهي من الأشجار التي لا يتبدل ورقها ولا يتساقط لا في الصيف ولا في الشتاء بل تظل خضراء نضرة طوال العام.

## الزخرفة الدمشقية داخل البيوت الدمشقية
من الزخارف :الرخام المشقف والزخارف الحجرية السوداء والبيضاء حيث يلاحظ وسطها القبب السوداء والبيضاء ويتوسط هذه الفسحة السماوية البحرة المنفذة من الاجر المشوي والمكسوة احيانا بالرخام واحيانا أخرى باحجار سوداء وبيضاء وتزينها خيوط هندسية وفنية منحنية تتوزع على حافاتها الواح من الرخام أو الحجر كسو جدرانها الرخام المشقف والمطعم بالصدف أو يكون منقوشا من الحجر الزاخر بالفن والإبداع والاسقف يتوسطها ويحملها قوس حجرية ضخمة مزخرفة.

## الحمام الدمشقي
ويمتاز هذا الحمام بالأتقان في التدليك والبخار لإراحة الأعصاب بشكل جيد .